# CAC Wirraway
De CAC Wirraway was een Australisch militair lesvliegtuig, dat de Royal Australian Air Force gebruikte tijdens en na de Tweede Wereldoorlog. Het was het eerste type dat in serie werd gebouwd door de Commonwealth Aircraft Corporation, die in 1936 was opgericht in Fishermans Bend nabij Melbourne. 
De Wirraway was de Australische versie van de North American NA-16 trainer. Die was door een Australische commissie in de Verenigde Staten uitgekozen als vervanger van de als verouderd beschouwde Hawker Demon-gevechtsvliegtuigen. De Australische versie werd voorzien van extra machinegeweren en een versterkte constructie met het oog op de inzet als duikbommenwerper. 
Het prototype vloog voor het eerst op 27 maart 1939 en de eerste productie-exemplaren werden eind 1939 aan de Empire Air Training Schools afgeleverd.
Hoewel in eerste instantie een lesvliegtuig, werd de Wirraway tijdens de Tweede Wereldoorlog ook gebruikt als observatie-, verkennings- en gevechtsvliegtuig.
Er werden meer dan 700 Wirraways geproduceerd vooraleer de productielijn overschakelde op de opvolger, de CAC Boomerang.
Na de oorlog bleven de Wirraways in dienst bij de RAAF en de Fleet Air Arm van de Koninklijke Australische marine. Pas in 1959 werd de Wirraway definitief uit dienst genomen.

## Versies
- CA-1: 40 exemplaren
- CA-3: 60 exemplaren
- CA-5: 32 exemplaren
- CA-7: 100 exemplaren
- CA-8: 200 exemplaren
- CA-9: 188 exemplaren
- CA-16: 135 exemplaren